# プレミアリーグ年間最優秀監督
プレミアリーグ年間最優秀監督（Premier League Manager of the Season）は、プレミアリーグにおける表彰。一年のうち最も活躍した監督に贈呈される。

## 概要
リーグ創設初年度の1993年に当時のリーグタイトルスポンサーであるカーリング・ブルワリーによって設立。スポンサーシップの関係で2年目（1993-94シーズン）からは下記の冠スポンサーによる表彰となっている。
- 1994年-2001年：the Carling Manager of the Year（カーリング・ブルワリー（英語版））
- 2001年-2004年：the Barclaycard Manager of the Year（バークレイカード（英語版））
- 2004年-現在：the Barclays Manager of the Season（バークレイズ）

## 歴代受賞監督
| dagger | クラブが同じシーズンに優勝しなかった事を示す |

| シーズン | 監督                          | 出身国・地域   | チーム                       |
| -------- | ----------------------------- | -------------- | ---------------------------- |
| 1993-94  | アレックス・ファーガソン      | スコットランド | マンチェスター・ユナイテッド |
| 1994-95  | ケニー・ダルグリッシュ        | スコットランド | ブラックバーン・ローヴァーズ |
| 1995-96  | アレックス・ファーガソン (2)  | スコットランド | マンチェスター・ユナイテッド |
| 1996-97  | アレックス・ファーガソン (3)  | スコットランド | マンチェスター・ユナイテッド |
| 1997-98  | アーセン・ベンゲル            | フランス       | アーセナル                   |
| 1998-99  | アレックス・ファーガソン (4)  | スコットランド | マンチェスター・ユナイテッド |
| 1999-00  | アレックス・ファーガソン (5)  | スコットランド | マンチェスター・ユナイテッド |
| 2000-01  | ジョージ・バーリー            | スコットランド | イプスウィッチ・タウン       |
| 2001-02  | アーセン・ベンゲル (2)        | フランス       | アーセナル                   |
| 2002-03  | アレックス・ファーガソン (6)  | スコットランド | マンチェスター・ユナイテッド |
| 2003-04  | アーセン・ベンゲル (3)        | フランス       | アーセナル                   |
| 2004-05  | ジョゼ・モウリーニョ          | ポルトガル     | チェルシー                   |
| 2005-06  | ジョゼ・モウリーニョ (2)      | ポルトガル     | チェルシー                   |
| 2006-07  | アレックス・ファーガソン (7)  | スコットランド | マンチェスター・ユナイテッド |
| 2007-08  | アレックス・ファーガソン (8)  | スコットランド | マンチェスター・ユナイテッド |
| 2008-09  | アレックス・ファーガソン (9)  | スコットランド | マンチェスター・ユナイテッド |
| 2009-10  | ハリー・レドナップ            | イングランド   | トッテナム・ホットスパー     |
| 2010-11  | アレックス・ファーガソン (10) | スコットランド | マンチェスター・ユナイテッド |
| 2011-12  | アラン・パーデュー            | イングランド   | ニューカッスル・ユナイテッド |
| 2012-13  | アレックス・ファーガソン (11) | スコットランド | マンチェスター・ユナイテッド |
| 2013-14  | トニー・ピューリス            | ウェールズ     | クリスタル・パレス           |
| 2014-15  | ジョゼ・モウリーニョ (3)      | ポルトガル     | チェルシー                   |
| 2015-16  | クラウディオ・ラニエリ        | イタリア       | レスター・シティ             |
| 2016-17  | アントニオ・コンテ            | イタリア       | チェルシー                   |
| 2017-18  | ペップ・グアルディオラ        | スペイン       | マンチェスター・シティ       |
| 2018-19  | ペップ・グアルディオラ (2)    | スペイン       | マンチェスター・シティ       |
| 2019-20  | ユルゲン・クロップ            | ドイツ         | リヴァプール                 |
| 2020-21  | ペップ・グアルディオラ (3)    | スペイン       | マンチェスター・シティ       |
| 2021-22  | ユルゲン・クロップ (2)        | ドイツ         | リヴァプール                 |
| 2022-23  | ペップ・グアルディオラ (4)    | スペイン       | マンチェスター・シティ       |
| 2023-24  | ペップ・グアルディオラ (5)    | スペイン       | マンチェスター・シティ       |
| 2024-25  | アルネ・スロット              | オランダ       | リヴァプール                 |

## 複数回受賞者
2025年5月25日現在
| 順位 | 選手                     | 回数 |
| ---- | ------------------------ | ---- |
| 1    | アレックス・ファーガソン | 11   |
| 2    | ペップ・グアルディオラ   | 5    |
| T3   | アーセン・ベンゲル       | 3    |
| T3   | ジョゼ・モウリーニョ     | 3    |
| 5    | ユルゲン・クロップ       | 2    |

## 国・地域別受賞回数
2025年5月25日現在
| 国名           | 回数 |
| -------------- | ---- |
| スコットランド | 13   |
| スペイン       | 5    |
| フランス       | 3    |
| ポルトガル     | 3    |
| イングランド   | 2    |
| イタリア       | 2    |
| ドイツ         | 2    |
| オランダ       | 1    |
| ウェールズ     | 1    |

## クラブ別受賞回数
2025年5月25日現在
| クラブ                       | 回数 |
| ---------------------------- | ---- |
| マンチェスター・ユナイテッド | 11   |
| マンチェスター・シティ       | 5    |
| チェルシー                   | 4    |
| アーセナル                   | 3    |
| リヴァプール                 | 3    |
| ブラックバーン・ローヴァーズ | 1    |
| イプスウィッチ・タウン       | 1    |
| トッテナム・ホットスパー     | 1    |
| ニューカッスル・ユナイテッド | 1    |
| クリスタル・パレス           | 1    |
| レスター・シティ             | 1    |